# Kovrov
Kovrov (ru. Ковров) este un oraș din regiunea Vladimir, Federația Rusă, cu o populație de 155.499 locuitori.
1. ↑  OKTMO. 179/2016., accesat în 25 octombrie 2016